# Шинкарук, Владимир Фёдорович
Влади́мир Фёдорович Шинкару́к (19 августа 1954, пос. Вчерайше, Ружинский район, Житомирская область — 6 декабря 2014) — украинский поэт, прозаик и композитор, автор и исполнитель своих песен, ведущий и режиссёр, профессор Житомирского государственного университета имени Ивана Франко, Почётный гражданин города Житомира.

## Биография
Родился в семье медиков. В период хрущёвского «укрупнения районов» родители переехали в Хмельницкую область — сначала в посёлок Теофиполь (1958—1962), а потом в город Красилов (1962—1967). В 1967 году семья возвращается в Житомирскую область в посёлок Червоное Андрушевского района.
В 1971 году Владимир Шинкарук с Золотой медалью закончил Червонскую среднюю школу и начал работать заведующим клубом Червонского сахарного комбината. С 1972 по 1976 год учился на филологическом факультете Житомирского государственного педагогического института им Ивана Франко. После окончания института остался работать в родном вузе на должности ассистента кафедры русской и зарубежной литературы. Служил в армии, учился в аспирантуре Киевского государственного пединститута имени М. Горького (научный руководитель — профессор И. Т. Крук). Работал ассистентом, старшим преподавателем, доцентом, профессором Житомирского государственного университета имени Ивана Франка, а также в Киевском национальном университете культуры и искусств (2000—2002). Его научные интересы лежат в сфере истории литературы и искусства, литературного краеведения.
Автор биобиблиографического справочника «Литературная Житомирщина» (1993), учебных пособий с грифом Министерства образования и науки Украины «Древняя литература. Практикум» (2003, в соавторстве с П. В. Билоусом), «Украинская литература ХІ — XVIII ст. Практикум» (2006, в соавторстве с П. В. Билоусом), ста научных статей.
Постоянно совмещал научно-педагогическую деятельность с концертными выступлениями. Как автор и исполнитель неоднократно побеждал на многих музыкальных фестивалях и конкурсах, выступал с концертами в России, Польше, Словакии, Болгарии, Румынии, Венгрии, Германии, Франции, США. Записал и выдал два музыкальных альбома «Дім для душі» (Coll. 1, 1998), «Дім для душі» (Coll. 2, 2001); компакт-диски «Дім для душі» (2002), «Колір тиші» (2007), «Перекоти-НЕБО» (2009), «Шестиструнний дощ» (2010), «Прислухаюсь до серця» (2013), «Дороже крови» (2013).
Был членом Национального союза писателей Украины. Печатался в журналах «Київ», «Перець», «Дніпро». Его перу принадлежат книги поэзий и песен: «Moderato синіх сутінків» (1994), «На відстані ночі» (1996), «Перелітні дощі» (1999), «Перехрестя розлук» (2004), «Колискова для осені» (2009), «У затінку сонця» (2012), сборники прозы «Оповідання» (2003), «Нестандартний підхід» (2006), прозо-поэтическая книга «На два життя одразу» (2010), роман «Тренер» (2011). Сделал литературную запись автобиографической книги В. Парія «Під щасливою зіркою» (2013). Перевёл на украинский язык поэтические пьесы Григория Горина «Чума на оба ваши дома» и Карло Гоццы «Король-олень» (поставлена в Житомирском академическом музыкально-драматическом театре имени Ивана Кочерги в 2011 году режиссёром Петром Авраменко), лирическую комедию Билла Маноффа «Сыч и кошечка» (поставлена в народном театре Житомирского музыкального училища имени Виктора Косенка в 2012 году режиссёром Григорием Артеменко).
Воспитал целую плеяду известных журналистов, деятелей науки и искусства, среди которых Юрий Кот, Сергей Кудимов, Наталия Мосейчук, Ирина Антонович, заслуженная артистка Украины Ирина Шинкарук. Лауреат областной премии имени Николая Шпака (1986), Всеукраинской премии имени Ивана Огиенко (2010), победитель Х Международного литературного конкурса «Коронация слова» в номинации «Песенные тексты о любви» (2010).
Умер от онкологического заболевания 7 декабря 2014 года.

## Творчество
Литературное творчество
Сборники поэзий:
— «Moderato синіх сутінків» — Житомир, Авжеж, 1994. — 40 с.
Рецензия: Косичук В. Модерато синіх сутінок // Прес-форум (Житомир). — 1991. — 15 липня.
— «На відстані ночі» — Житомир, Авжеж, 1996. — 42 с.
Рецензия: Єршов В. До вічного — через очищення // Авжеж! — Кн.: ХХVІІІ. — № 32. — 1996. — 12 — 13 (28 — 29).
— «Перелітні дощі» — Житомир, Авжеж, 1999. — 68 с.
Рецензия: Лецкін М. Віч-на-віч із собою // Лецкін М. Я інших не сповідую знамен. — Житомир, 2004. — С. 53-58.
— «Перехрестя розлук» — Житомир: Волинь, 2004. — 172 с.
— «Колискова для осені» — Житомир: Полісся, 2009. — 124 с. — «У затінку сонця». Вибрані поезії та тести пісень // Житомир: Полісся, 2012. — 272 с.
Сборники прозы:
— «Оповідання» — Житомир: ОП Житомирська облдрукарня, 2003. — 48 с.
— «Нестандартний підхід» — Житомир: ОП Житомирська облдрукарня, 2006. — 128 с.
— «Тренер» // Роман — К.: Ніка-Принт, 2011. — 128 с.
'Сборники поэзии и прозы:'
— «На два життя одразу» — Житомир, Полісся, 2010. — 158 с.
Рецензии: Мостовий Ю. Двоєдність // Голос України, 23.04.10.
Мостовий Ю. Поетично-прозовий мікс з гумористичним відтінком // Друг читача, 2010, № 14.
Другие публикации художественных произведений В.Шинкарука:
— Володимир Шинкарук. Влюблённый дождь. // Комсомольська зірка, 1986, 1 травня.
— Володимир Шинкарук. Рассказ отца, «Памяти нашей не будет конца»,
«Пословицы, конечно, врут», «Я в полдень жарким летним днём», Вечность,
«Звеня весёлыми капелями», «Зовёт умытая дождями даль» // Комсомольська
зірка, 1987, 20січня.
— Володимир Шинкарук. «Короткий час солдатского привала». // Комсомольська зірка, 1987, 17 березня.
— Володимир Шинкарук. «Шаг до заката, мы в землю зарыты», Станция Осень. // Комсомольська зірка, 1988, 19 листопада.
— Володимир Шинкарук. Афганские звёзды, Неотправленное письмо // Комсомольська зірка, 1991, 20 травня.
— Володимир Шинкарук. Україно, не зрадь! // Молодіжна газета, 1992, 12 червня.
— Володимир Шинкарук. Поезії // Косень. Поезія Житомирщини. Альманах. — Житомир: Сі — еН — еС, 1993. — С. 104.
— Володимир Шинкарук. Яка вона, Софія Ротару? // Авжеж (Житомир). — Ч. 27. — 1993. — Квітень-травень. — С. 24 — 35.
— Володимир Шинкарук. У двері, відкриті навстіж: Повернення, Передчуття
весни, «Ніч осліпла», Переоцінка цінностей, «Тихо ввійшла, всміхнулась
привітно», «Дощ поєднав небо і землю», Осінні сни, «Осінь, що нині живе у
мені», «Запах туману і полину», «Холодна осінь шляхи розмила»,
«Сподівавсь і чекав до останнього», «На пероні лишаю минуле» //
Прес-форум, № 20 (107) (Нова літературна газета, ч. 3), 1996, 15
травня. — Володимир Шинкарук. Життя людське — всуціль комедія: Людська
комедія, Заповіт учителя, Легенда про два монастирі. Поезії // Веселі
вісті, № 11, червень 1998. — С.3. — Володимир Шинкарук. Любов зла (Ще раз про любов), Час розплати
настав (Іронічний романс). Поезії // Веселі вісті, 9 березня 2001. —
С.5. — Володимир Шинкарук. Дім для душі // Український народний календар 2002 рік. — К.: Преса України, 2001. — C.11 — Володимир Шинкарук. Дзвін Чорнобиля // Заремба М. Пропусти Чорнобиль крізь серце. — К.: ТОВ «Спалах», 2002. — С. 77.
— Володимир Шинкарук. Підвищення кваліфікації. Оповідання // Веселі вісті, січень 2003, № 5. — С. 4.
— Володимир Шинкарук. Чудово все, товаришу міністре. // Веселі вісті, березень 2003, № 12. — С. 6.
— Володимир Шинкарук. Колега. Оповідання // Веселі вісті, червень 2003, № 24. — С. 4.
— Володимир Шинкарук. «Соломина». Оповідання // Веселі вісті, вересень 2003, № 36. — С. 4.
— Володимир Шинкарук. Льодя. Оповідання // Веселі вісті, грудень 2003, № 50. — С. 7. — Володимир Шинкарук. Ви в нашій долі — звична незвичність, Не
бувають жінки некрасивими // Веселі вісті, березень 2004, № 10. — С. 1.
— Володимир Шинкарук. Дядя Міша. Оповідання // Веселі вісті, березень 2004, № 12. — С. 5.
— Володимир Шинкарук. Поезії. // Перехрестя. Поетична збірка викладачів і
студентів Житомирського державного університету ім. І.Франка,
присвячена 85-річчю університету — Житомир: Редакційно-видавничий відділ
ЖДУ, 2004. — С. 62 — 64.
— Володимир Шинкарук. «Світанок роси, наче сльози ронить», «Ми страшного
діждалися суду», Заздрість, «Я ще й досі чекаю казкову Жар-Птицю» //
Ковчег, 2007, № 2, с.35.
— Володимир Шинкарук. Поезії // Тет-а-Тетерів. Літературний альманах. Книга 2. — Житомир: Пасічник, 2008. — С. 22 — 34.
— Володимир Шинкарук. Житейська історія // Перець, 2008, № 5. — С. 6 — 7.
— Володимир Шинкарук. Улюблений коньяк Наполеона. Психологічне оповідання // Дніпро, 2009, №. — С. 46 — 57.
— Володимир Шинкарук. Поліські коломийки // Дніпро, 2010, № 2. — С. 153.
— Володимир Федорович Шинкарук. Біографія. Сучасники про Володимира
Шинкарука. Твори. // Письменники Житомирщини. — Житомир: Пасічник, 2010.
- С. 270—279.
— Володимир Шинкарук. Ви в нашій долі… // Прекрасну і святу звеличуємо
жінку / автор-упорядник Мацієвська А. М. — К.: ТОВ «Український рейтинг»,
2010 — С. 150.
— Володимир Шинкарук. Поліські коломийки «на біс». // Дніпро, № 10-11, 2010. С. 72.
— Володимр Шинкарук. Ніжний дотик теплих рук. // Дніпро, № 2, 2011. С.87.
— Володимир Шинкарук. Нестандартний підхід // Перець, № 5, 2011, С.6 — 7. — Володимир Шинкарук. Тренер. Роман // Вісті, № 26 — 34, 2011.
— Володимр Шинкарук. Проблема, За В.Федоровим, Ти хто і звідки?,
Середній вік, Собі на п’ятдесятиліття, Еротичний етюд // Дніпро, № 9 ,
2011. С.112 — 113. — Володимир Шинкарук. Будівельник, Співак, Знання для життя, Святкова
неділя, Дивний кіт, Віршик, В школі, Татовий зріст, Вітряк, Дощ, Хороша
пам’ять, Підступна тінь, Розумне цуценя, Добраніч // Скринька зі
шпаргалками: англійські дієслова у віршах і малюнках: навчальний
посібник — К.: Університет «Україна», 2012. — С. 4 — 7. — Володимир Шинкарук. Поліські коломийки // Перець, № 4, 2013, С.10. — Володимир Шинкарук. День відкритих душ // «Злітає в небо день»,
«Ніжний дотик теплих рук», «Що було, те було», «Спогад згорів», Дожити
до понеділка, «Я вертаюсь в старий наш двір», «Вчорашній вік, вчорашній
рік», Без коректури, Чорно-біле кіно, «Я календар гортаю знову» // Київ,
№ 6, 2013, с. 125—130.
Музыкальное творчество
Аудио альбомы:
— «Дім для душі» coll. 1. — К.: Музика на всі смаки, 1998.
— «Дім для душі» coll. 2. — К.: Музика на всі смаки, 2001.
Компакт-диски:
— «Дім для душі» — К.: Караван СД, 2002.
— «Колір тиші» — К.: Укрмюзік, 2008.
— «Перекоти-НЕБО» — К.: Укрмюзік, 2009.
— "Шестиструнний дощ -К.: Укрмюзік 2010. — «Прислухаюсь до серця» — Тернопіль, Гроліс, 2013. — «Дороже крови» — Тернопіль, Гроліс, 2013.
Ноты музыкально-поэтических произведений В.Шинкарука:
— Меркнут знаки зодиака (муз. В.Шинкарука, сл. Н.Заболоцкого) // Пісня долю вишила. — К.: Музична Україна, 1991, с. 87.
— Свіча (муз. К.Яновського, сл. В.Шинкарука) // Молодіжна газета, 1992, 5 червня.
— Поліська балада (муз. і сл. В.Шинкарука) // Зоря Полинь, 1993, 5 березня.
— Цей чорний день (муз. Л.Кримовської, сл. В.Шинкарука), // Не хлібом єдиним, № 4 (41), 1993.
— Тополя (муз. І.Шинкарук, сл. В.Шинкарука) // Не хлібом єдиним, № 4 (41), 1943.
— Русалчин тиждень (муз. і сл. В.Шинкарука) // Не хлібом єдиним, № 11 (48), 1993.
— Зона нашого болю (муз і сл. В.Шинкарука) // Відлуння, № 24 (37) 1993, грудень.
— Голосіївський ліс (муз. В.Шинкарука, сл. М.Сича) // Відлуння, № 24 (37), 1993, грудень.
— Цей чорний день (муз. Л.Кримовської, сл. В.Шинкарука) // Думи чорної калини — Житомир: Відлуння, 1994, с. 9.
— Зона нашого болю (муз. і сл. В.Шинкарука // Думи чорної калини — Житомир: Відлуння.1994, с. 26.
— Голосіївський ліс (муз. В.Шинкарука, сл. М.Сича) // Думи чорної калини — Житомир,: Відлуння, 1994, с. 31.
— Блюз Замкової вулиці (муз. В.Смірнова, сл. В.Шинкарука) // Місто моє чарівне. — Житомир: Полісся, 2006,с. 69.
— Столиця Полісся (сл. і муз. В.Шинкарука) // Гордість, гідність і любов. Житомир: Полісся, 2008, с. 45 — 5о ст.
Избранные публикации о В. Шинкаруке:
Артемчук А. Вишиває пісня долю // Київ. — № 9-10. — 1996. — С. 187—189.
Скрябіна С. Рух зірок по магістралях // Галицькі контракти. — № 11. — Березень — 1998. — С. 64.
Божко С. Хочешь познакомиться с Ирой — понрався её папе // Рабочая газета. — 1998. — 30 липня.
Голованова І. Весь вечір співав В. Шинкарук // Житомирщина. — 1998. — 19 весресня.
Козаченко І. Генії живуть у провінції, щоб жити довго… // Говорить і показує Україна. — 1998. — 12 жовтня.
Данчук Л. Дерев’янко Ф. Шинкарук Володимир Федорович // Таланти
Житомирського краю: Життя і творчість митців. — Житомир, 1999. — С. 84.
Заремба М. Пропусти Чорнобиль крізь серце. — К.: ТОВ «Спалах», 2002. — С. 77.
Монастирецький Л. Щинкарук Володимир Федорович // Видатні педагоги Житомирщини. — Житомир: Полісся, 2003. — С. 663—664.
Володимир Шинкарук: Я віддавався повністю тільки сімейному життю // Житомирський телеграф, № 50 (119), 2004, с.5;
Кавун О. «Дім для душі» приймає друзів // Голос України. — 2004. — 26.08.
Ткаченко Г. «Дім для душі» Володимира Шинкарука // Житомирщина. 2004. — 26 серпня.
Власюк Т. З родиною Шинкаруків // Власюк Т. Від джерел. — К.: Вид-во газети «Вісті…», 2005. — С. 250—258.
Малиновська В. Володимир Шинкарук — одружений та безмежно щасливий // — 20 хвилин (Житомир). — № 6. — 2006. — 08.02. — С. 13.
Миронець В. Приємна несподіванка // Земля Ружинська. — 2006. — № 23. — 21.03. — С. 7.
Яблунева О. Люблять бардів у Прилуках // Прилуччя (Прилуки). — 2006. — № 49. — 11 листопада.
Красновська Л. Нестандартний Шинкарук // РІА плюс (Тернопіль). — 2007. — № 3. — 17.01. — С. 20.
Квітень Олесь. Володимир Шинкарук: «У житті я повністю віддавався тільки
своїй родині» // Бізнес Полісся (Житомир). — 2007. — № 7. — С. 50.
Неволов В. В епіцентрі українського гумору // Культура і життя (Київ). — 2008. — 21 травня.
Миколаєнко Н. Доля на виріст (про Володимира Шинкарука) // Миколаєнко Н.
Літературні портрети сучасних українських письменників. — Житомир:
Вид-во ЖДУ ім. І.Франка, 2008 — С. 83-88.
Болгов В. В., Болгов І. В. Володимир Шинкарук // Мистецький олімп
України. — Український видавничий консорціум, 2009. — С. 156—157.
Шинкарук Володимир Федорович // Житомирський державний університет імені Івана Франка — К.: Логос Україна, 2009, с. 180.
Музика Л. Психобіографічні студії з Володимиром Шинкаруком // Волинь — Житомирщина, № 19, 2009. — С. 256—273.
Позняк-Хоменко Н. Володимир Шинкарук: Я виграю цю страшну боротьбу, і треба буде віддячувати // Україна молода, 2010, 19 серпня.
Шинкарук Володимир Федорович // Науково-освітній потенціал України. — К.: Український рейтинг, 2011, с. 286. Литвинчук С. Перехрестя доріг // Люблю слово, № 1 (20), 2012, С. 166. Якухно І.І., Денисенко В. Ф. Педагогічна династія Шинкаруків //
Енциклопедія педагогічних династій Житомирщини. — Житомир: ЖОІППО. 2012.
С. 5 — 9. Чернюк С. Складна простота контрасту та душі: Володимир Шинкарук. У
затінку сонця. — Житомир: Полісся, 2012 // Київ, № 6, с. 186—187. Бездітко А. Володимир Шинкарук: «Привід для радощів можна і треба
знаходити завжди» // Місто, № 35 (862), 5 вересня 2013 року, с. 3.